# Châtelaudren-Plouagat
Châtelaudren-Plouagat é uma comuna francesa na região administrativa da Bretanha, no departamento de Côtes-d'Armor. Estende-se por uma área de 32.44 km². Em 2010 a comuna tinha 3 943 habitantes (densidade: 121,5 hab./km²).
Foi criada em 1 de janeiro de 2017, após a fusão das antigas comunas de Plouagat (sede) e Châtelaudren.